# Walter Gugerbauer
Walter Gugerbauer (* 1955 in Linz) ist ein österreichischer Dirigent.

## Leben
Nach seinem Abitur am Stiftsgymnasium Wilhering studierte er an der Universität für Musik und darstellende Kunst Wien in Wien. 1979 bis 1982 war er Kapellmeister der Wiener Sängerknaben und dirigierte ca. 250 Konzerte dieses Chores in Europa und Asien. Von 1982 bis 1987 war er Kapellmeister und Chordirektor an den Städtischen Bühnen Heidelberg. 1987 bis 1990 folgten Jahre als Kapellmeister am Niedersächsischen Staatstheater Hannover. An der Deutschen Oper am Rhein (Düsseldorf-Duisburg) wirkte er von 1990 bis 1996 als Erster Kapellmeister und betreute das gesamte Repertoire dieses Hauses. Von 1995 bis 1998 war er Generalmusikdirektor der Bühnen der Landeshauptstadt Kiel. Von 1998 bis 2000 war er freischaffend tätig, unter anderem als Erster ständiger Gastdirigent der Niedersächsischen Staatsoper in Hannover.
Walter Gugerbauer gastiert an vielen bedeutenden Opernhäusern, u. a. in Leipzig, Oslo, Berlin und Wien. Er dirigiert Orchester wie das Bruckner-Orchester Linz, das Gewandhausorchester Leipzig, das Orchestre Philharmonique in Paris und die Rundfunkorchester München, Hannover, Kaiserslautern und Köln. Außerdem leitete er Rundfunkproduktionen und Konzerte mit Künstlern wie Grace Bumbry, Agnes Baltsa, Matti Salminen, René Kollo, Vadim Repin und Grigory Sokolov.
Mit Beginn der Spielzeit 2000/2001 wurde er zum Generalmusikdirektor des Theaters Erfurt berufen. Durch Pflege insbesondere des traditionellen klassischen und romantischen Repertoires konnte er die Qualität des Orchesters steigern. Am 21. Dezember 2010 teilte er mit, dass er seinen Vertrag in Erfurt nicht verlängern werde, und legte 2012 sein Amt dort nieder. Im Juni 2017 wurde er Musikdirektor und Chefdirigent am Theater Hof.